# Madonna Oretta
Madonna Oretta è una commedia lirica in 3 atti di Primo Riccitelli, commissionata dall'impresario Walter Mocchi su libretto di Giovacchino Forzano. L'opera venne composta nel 1927 ma andò in scena solo cinque anni dopo, il 4 febbraio 1932 con successo al Teatro dell'Opera di Roma, con Gianna Pederzini nel ruolo della protagonista, Antonio Melandri nella parte del Conte, Carmen Melis in quella di Genovieffa, Direzione di Gabriele Santini.
L'opera venne rappresentata inoltre il 3 maggio dello stesso anno al Teatro Comunale di Teramo. Inoltre, il 5 settembre 1934 presso l'EIAR di Roma con la direzione d'orchestra di Oliviero de Fabritiis venne effettuata una diretta radiofonica. Ritenuta perduta in alcune sue parti per molto tempo (mancava all'appello la partitura di 2 atti interi mentre era disponibile la riduzione per Pianoforte e Voci), è stata rinvenuta solo nel 2008, all'interno dell'archivio Sonzogno.

## Ruoli
| Personaggio    | Voce          |
| -------------- | ------------- |
| Madonna Oretta | Soprano       |
| Il Conte       | Tenore        |
| Genovieffa     | Mezzo-Soprano |
| Lando          | Tenore        |
| Bonaccorso     | Baritono      |
| Luca           | Basso-Comico  |
| Biondella      | Soprano       |
| Baccio         | Baritono      |
| Carafulla      | Baritono      |
| Le 3 fanciulle | Soprano       |
| Salvestra      |               |
| L'Oste         |               |
| Il Popolo      |               |

## La trama

### Primo Atto
Introduzione iniziale orchestrale: Allegro vivo e brillante in Mi bemolle maggiore.
La scena si apre all'interno del negozio di Luca.  Lando guarda fuori dal negozio aspettando impaziente qualcuno mentre si ode grande rumore, fischi ed urla dall'esterno: è Carafulla, un povero matto fiorentino, che litiga con i fiorentini e li maledice.
Il rumore piano piano cessa. Entra Biondella e viene servita da Luca: cerca una stoffa molto ricercata per la padrona e non è facile da accontentare. Finalmente, dopo lunghi tentativi, trovano un meraviglioso broccato e Biondella corre ad avvisare la sua padrona.
Lando intanto si chiede come mai Madonna Oretta tardi tanto a rientrare e si lamenta del suo comportamento; ad un tratto rientra Oretta che rimprovera Lando ere l'ardire, lo mette in guardia dal lamentarsi nuovamente e spiega il motivo del proprio ritardo: essendo sul cadere del Calendimaggio, Firenze è piena di turisti che intasano la città e poi è stata testimone di un evento spaventevole.
Ha appena visto Bernardo lo speziale portato a forza in piazza, spogliato e minacciato di tortura per il fallimento della propria bottega. A salvarlo è intervenuto il Conte Gherardo che ha onorato i suoi debiti.
Luca, richiamato nel retrobottega, esce rinfrancato per il lieto fine, mentre Lando e Madonna Oretta riprendono a lavorare.
Lando dichiara il proprio amore e la conseguente gelosia ad Oretta che lo canzona e lo burla.
Entra Bonaccorso e chiede se il proprio abito per il Calendimaggio è pronto; Madonna Oretta, pur sapendolo già in bottega,  manda Lando dalla sarta a ritirarlo.
I due, rimasti soli, dialogano amorevolmente: Madonna Oretta chiede a Bonaccorso con quale abito gli piacerebbe vederla vestita alla festa di Calendimaggio e Bonaccorso sceglie proprio il Broccato, rimasto sul bancone.
Bonaccorso esce mentre torna in scena Luca il quale va a prendere il Broccato per farne fare il vestito di Genovieffa. Madonna Oretta glielo vuole impedire mentre entra in quel momento Genovieffa che pretende il proprio broccato.Oretta le spiega che per colpa di un equivoco non può venderle la merce promessa ma le due litigano lungamente fin quando Genovieffa urlando vendetta ed esce. Viene chiuso il negozio.
Luca, terrorizzato per le conseguenze della scenata della moglie, va a letto mentre Oretta si balocca immaginandosi vestita di broccato per Bonaccorso.
Entra d'un tratto, alterato, il Conte che ha appena saputo del torto subìto. Oretta si discolpa accusando a sua volta Genovieffa di villania e mancanza di rispetto verso se stessa e il Conte, per averlo trascinato in quella bottega per un capriccio.  Dichiara di compatirlo in quanto intuisce che nella casa del Conte non può che regnare la disarmonia con una donna di tal fatta. Il Conte ne conviene ma prova a discolparla, dichiarandone le virtù della fedeltà, a differenza delle altre donne.
Proprio in quel momento appaiono Bonaccorso da un lato e Lando dall'altro per un Quartetto a cui partecipano anche Madonna Oretta e il Conte: Bonaccorso e Lando reclamano di passare la sera con la loro amata Oretta, mentre lei a fatica e con mille scuse riesce ad allontanarli ed il Conte è sconvolto dalla scena. Rimasta sola con il Conte, Oretta dichiara che in fondo tutte le donne sono uguali e che gli dimostrerà che, una volta partito il giorno dopo,  anche Genovieffa non gli sarà fedele.

### Secondo atto
La scena si svolge nella camera da letto di Genovieffa:lei dorme, il Conte ha un sonno tormentato di incubi e si sveglia di soprassalto. Pensa alle frasi di Madonna Oretta, rievoca la nottata, il litigio con la sua amata, la cacciata dal letto, il rimpianto di non dormire abbracciato a lei. Poi finalmente si addormenta.
Genoveffa viene risvegliata da Biondella la quale annuncia che la carrozza per la partenza del Conte è pronta. Genoveffa, scorgendo il conte addormentato, si altera ancora di più convinta che egli abbia dormito sereno tutta la notte nonostante il litigio.
Genovieffa inizia vestirsi mentre il Conte si rode di gelosia credendo che ella si faccia bella per qualche incontro galante.
Nel congedarsi, il conte saluta Genovieffa mettendola però sull'avviso,  minacciandola, implorandola; poi esce.
Genovieffa rimasta sola con Biondella si lamenta per il triste Calendimaggio che si appresta a festeggiare.
Si sente bussare alla porta e Biondella annuncia a Genovieffa che il fratello di Madonna Oretta le ha portato il broccato che lei tanto desiderava; entra Oretta, travestita da uomo e con il nome di Lando, e le porge il broccato scusandosi per il comportamento della sorella.
Genovieffa ringrazia ma teme sia troppo tardi per cucire il vestito tanto desiderato; Lando le consiglia quindi alcune sarte di Firenze ed invia Biondella a portare il broccato di corsa
Una volta soli, Lando inizia corteggiare Genovieffa dicendole di averla ammirata già dal giorno precedente nella bottega di Madonna Oretta:dichiara che egli era stato chiuso da Oretta in uno stanzino per impedirgli di scrivere lettere d'amore, lettere senza destinatario, lettere da poeta.
Genoveffa mostra subito interesse per Lando, gli chiede di lasciarsi andare: Lando le racconta di essere ancora vergine, poi finge vergogna e tenta di scappare.
Genovieffa lo trattiene e lo implora di fargli sentire i versi che stava scrivendo la sera prima: Lando canta la più celebre delle arie di quest'opera, l'aria di Calendimaggio.
Genoveffa è estasiata ma anche turbata: vorrebbe allontanarsi per non cedere ma alla fine cede e fa per baciare Lando.
Interviene il Conte ad interrompere l'idillio, rientrato a casa all'improvviso come consigliato la sera prima da Oretta: Genovieffa nasconde Lando e prova a tranquillizzare il fidanzato.
Un rumore di mobili svela il segreto, il Conte furioso si avventa a scoprire l'amante, Genovieffa scappa.
Tolti i panni di Lando, dal nascondiglio si svela Madonna Oretta: il Conte comprende e, riavutosi dallo spavento, inneggia alle gioie ed alla festa. Giungono 3 fanciulle con il vestito cucito.
Tutti escono di scena

### Terzo atto
Il 3° atto si apre in un'osteria dove gli avventori raccontano con meraviglia ed ilarità ciò che è avvenuto in casa del Conte.
Giunge Luca e di seguito Madonna Oretta; tutti le chiedono di narrare i fatti della sera precedente, ma si decide di posticipare il racconto.
Gli astanti si allontanano e Luca, felice della pubblicità che deriva alla bottega dal racconto delle gesta della moglie,  va a cucinare in onore di Oretta.
Oretta, rimasta sola, viene avvicinata da Lando e da Buonaccorso.
Li avverte entrambi: ha deciso di cambiare vita ed essi devono accettare la cosa e non amarla più.
I due si allontanano mentre Oretta spera ardentemente che giunga il suo nuovo innamorato, il Conte.
Entra il Conte, accompagnato dalle tre fanciulle, che ringrazia nuovamente Oretta sua salvatrice per averlo liberato da Genovieffa e per avergli svelato che l'amore non è tormento ma gioia e che in effetti la fedeltà delle donne non esiste.
Oretta è invece affranta e gli svela, tra le lacrime,  la propria tristezza per il fatto di essersi innamorata di lui e di non poterlo averlo.
Il Conte non le crede sapendola abile mentitrice e la sfida a dimostrargli il suo amore, la sera stessa.
Oretta tergiversa ed il Conte quindi la deride; poi, avvertiti i canti carnascialeschi dall'esterno, fa per uscire.
Oretta , vistasi perduta ed abbandonata, prende uno spillone e sta per trafiggersi a morte quando il Conte interviene e la ferma.
I due si promettono amore.
Entra Luca e porta con sé il pranzo pronto; il Conte viene invitato al banchetto.
Tutti gli astanti rientrano e Oretta può finalmente raccontare la burla a Genovieffa.

## Organico Orchestrale
| Ottavino                                                          |
| 2 Flauti                                                          |
| 2 Oboi                                                            |
| Corno Inglese                                                     |
| 2 Clarinetti                                                      |
| Clarinetto Basso                                                  |
| 2 Fagotti                                                         |
| Controfagotti                                                     |
| 4 Corni                                                           |
|                                                                   |
| 3 Trombe                                                          |
| 3 Tromboni                                                        |
| Tuba                                                              |
| Timpani                                                           |
| Percussione (Tamburo, Triangolo, Tam tam, Campane, Cassa, Piatti) |
| Celesta                                                           |
| Arpa                                                              |
| Archi                                                             |
| Sul palco:3 Mandolini e 2 Chitarre                                |

## Varie annotazioni
La Madonna Oretta è ambientata nella Firenze del 1500.
Per la precisione la scena si svolge a pochi giorni dal Calendimaggio, antica festa stagionale che si teneva (ed in alcune Regioni sopravvive ancora) per festeggiare l'arrivo della primavera.
L'Opera è dedicata alla Contessa Donna Imperia Sangiorgi Trifoni ed alla baronessa Donna Pia Ciafardoni.
Il Comune di Campli, desideroso di omaggiare il proprio illustre concittadino e constata, a ben 70 anni dalla morte del musicista,  la carenza sul territorio abruzzese di una manifestazione di rilevanza e con cadenza fissa, ha instaurato con delibera comunale, a partire dal 2012 la nascita del Festival Primo Riccitelli.